# Neoseiulus malaban
Neoseiulus malaban är en spindeldjursart som beskrevs av John Stanley Beard 200. Neoseiulus malaban ingår i släktet Neoseiulus och familjen Phytoseiidae. Inga underarter finns listade i Catalogue of Life.